# Lucilla Andreucci
Lucilla Andreucci (Roma, 19 dicembre 1969) è un'ex maratoneta e mezzofondista italiana, medaglia d'argento nei 10000 metri piani alle Universiadi di Catania del 1997.

## Biografia
Laureata in Scienze biologiche. Dal 1992 al 2008 atleta professionista di mezzofondo e maratona per il gruppo sportivo del Corpo forestale dello Stato. Cinque volte campionessa italiana in pista e su strada, 13 maglie azzurre, 13 maratone disputate con 5 vittorie (primato personale alla maratona di Milano nel 2000). Medaglia d’argento nel ‘97 alle Universiadi nei 10.000 metri. Medaglia di bronzo a squadre ai campionati Mondiali di mezza maratona a Palma di Maiorca. Giornalista pubblicista dal 2009. Commentatrice tecnica per la Rai in occasioni di maratone e grandi eventi sportivi (2003-2011). Inviata per Sky Italia nel programma Missione Londra, dedicato all’Olimpiade del 2012. Collaboratrice della Gazzetta dello Sport e della Milano Marathon. Curatrice e testimonial del progetto di running di RCS Sport dedicato alle donne.
Dal 2010 ha portato la sua esperienza, e i valori che lo sport insegna, nell’impegno educativo di Libera, la rete nazionale antimafia, per il contrasto a ogni forma di illegalità. Referente nazionale dello sport per Libera, associazioni nomi e numeri contro le mafie, e membro del suo ufficio di Presidenza. 
È stata portata all'atletica da un amico di famiglia, l'ex ottocentista azzurro Adorno Corradini. È stata allenata, insieme alla sua gemella Florinda da Giancarlo Mengasini, nell'UISP Campidoglio. Dopo essere passata sotto la guida di Benito Tulli ed essersi trasferita al Cus Roma, è entrata a far parte del Gruppo sportivo del Corpo Forestale dello Stato, una delle prime donne ad essere arruolata in un gruppo sportivo militare insieme a Giovanna Trillini. Successivamente è stata allenata da Renato Gotti, Piero Incalza e da Giorgio Rondelli, allenatore anche di Alberto Cova e Francesco Panetta.
Ha vinto il suo primo titolo italiano nei 5000 nel 1997 e l'anno successivo esordisce in Maratona a Venezia, vincendo a sorpresa in 2h30'34".
Vince poi la Maratona di Milano nel 2000 sotto la pioggia con il suo miglior tempo sulla distanza 2h29'43".
Vincitrice della Maratona di Vienna del 2003 col tempo di 2h35'32". Ha chiuso la sua carriera dopo la partecipazione ai mondiali di Osaka 2007 anche se la sua ultima maratona l'ha disputata a New York nel 2008 chiudendo in 2h48'03".

## Palmarès
| Anno | Manifestazione | Sede    | Evento        | Risultato | Prestazione | Note |
| ---- | -------------- | ------- | ------------- | --------- | ----------- | ---- |
| 1997 | Universiadi    | Catania | 10000 m piani | Argento   | 33'54"22    |      |
| 2003 | Mondiali       | Parigi  | Maratona      | 41ª       | 2h38'22     |      |
| 2007 | Mondiali       | Osaka   | Maratona      | 48ª       | 2h56'19     |      |

## Campionati nazionali
- ai Campionati italiani assoluti di atletica leggera, 5000 metri piani (Milano, 1997) 15:40:77
- ai Campionati italiani assoluti di atletica leggera, 10000 metri piani (Camaiore, 1998) 33:23:48
- ai Campionati italiani assoluti di atletica leggera, mezza maratona Verona 1996, 1H11:32; Crosia 1997, 1h13:59; Recanati, 1998, 1h16:58

## Le maratone disputate
1. Venezia, 25-10-98: 2:30:34 (1)
2. Napoli, 2-4-00: 2:36:24 (1)
3. Praga, 21-5-00: 2:36:36 (4)
4. Venezia, 22-10-00: 2:31:29 (2)
5. Milano, 3-12-00: 2:29:43  (1)
6. Venezia, 27-10-02: 2:32:48 (3)
7. Milano, 1-12-02: 2:30:22 (4)
8. Vienna, 25-5-03: 2:35:32 (1)
9. Parigi, 31-8-03: 2:38:22 (41)
10. Marengo, 17-10-04 2:43:58 (1)
11. Padova, 22-4-07 2:33:29 (2)
12. Osaka, 1-09-07: 2:56:19 (48)
13. New York, 2-11-08: 2:48:03 (324)